# 弗朗西斯科·科尔特斯·洪科萨
弗朗西斯科·科尔特斯·洪科萨（西班牙語：Francisco Cortés Juncosa，1983年3月29日—），西班牙男子曲棍球运动员。他曾代表西班牙参加2008年、2012年、2016年和2020年夏季奥林匹克运动会曲棍球比赛，其中2008年奥运会获得一枚银牌。